# 桃生城
桃生城（ものうじょう）は、古代の朝廷が陸奥国桃生郡（現・宮城県石巻市）に築いた城柵。

## 歴史
『続日本紀』によれば、桃生城は天平宝字元年（757年）に造営が始まり、天平宝字3年（759年）に完成した。翌年正月にはその功績によって按察使の藤原朝狩に従四位下が授与され、以下の者にも叙位叙勲が行われた。その後、桃生城は宝亀5年（774年）7月には海道蝦夷によってその西郭が敗（やぶ）られた（桃生城襲撃事件）。翌宝亀6年（775年）11月には、陸奥国按察使兼鎮守府将軍の大伴駿河麻呂以下1,790余人が、桃生城を侵した叛賊を討治、懐柔帰服した功績によって叙位叙勲を受けた。しかし、桃生城に関する記述はそれ以降史料上に見えず、奪還後の様相については不明である。石巻市太田地区には、かつて「上郡山」という地名が存在しており、少なくとも桃生郡家はこの地で存続した可能性が高い。また、叛乱を起こした海道蝦夷の拠点となった遠山村は、「登米（とよま）郡」として建郡されている。

## 調査・研究
桃生城の所在地については、1895年（明治28年）に桃生郡中津山村の熊谷眞弓が同郡北端にある「茶臼山」（標高159 m）説を唱え、これが最有力視されて昭和30年代まではほぼ定説とされていた。ただし、茶臼山からは古瓦などの考古学的な確証を得ることができず、再検討の余地を残していた。一方で、喜田貞吉は1923年（大正12年）に延喜式内社の「飯野山神社の向う側の山の上に平地があって、字長者森と云ひ、布目瓦を出すといふ」ことから、「古い寺でもあったものらしい」と後の桃生城長者森説の原形となる説を提唱していた。喜田の論考と同年に発行された『桃生郡誌』（桃生郡教育会）では、『続日本紀』中の「跨大河」の記述と茶臼山付近の北上川の河道変遷に齟齬があり、「史筆の虚飾にて小流を大河と記したるものか」「疑存して後考を待つ」とされた。
1963年（昭和38年）、高橋富雄は、「丘陵台地の突端、大谷地飯野新田の台上」から「奈良時代末期と推定されるところの各種の瓦」「土師器・須恵器をともない、大きな施設があったことが確認できる」とし、「桃生町太田地区と河北町大谷地地区の接壌地帯」を最も有力な桃生城擬定地とした。1969年（昭和44年）、地元の宮城県河南高等学校教諭（当時）の小野寺正人は、長者森には土塁等が存在すること、奈良時代末期と推定される布目瓦や土師器・須恵器が出土することから、桃生城跡として有力な推定地であることを述べている。桃生城の範囲は、東は桃生町太田越路から飯野本地に至る線、西は桃生町袖沢から小池を通り河北町新田にいたる線、北は桃生町九郎沢から南は河北町飯野新田に至るとしており、宗全山（愛宕山）を頂点とする丘陵全域を桃生城とし、長者森の方形土郭を桃生城の中心施設と位置づけている。小野寺の示した桃生城の範囲は、地形的にもまとまりのある一帯地を指しており、太田・飯野地区には、延喜式内社の日高見神社・飯野山神社が所在し、日高見神社からは古瓦も出土することから、桃生城擬定地のひとつとされたこともある。また、太田地区の九郎沢・入沢・拾貫には、年代不詳ながら「金を採掘した跡が無数」（みよし掘り跡）に残され、太田金山跡とされている。
1974年（昭和49年）から2001年（平成13年）までの、宮城県多賀城跡調査研究所による通算10次に及ぶ発掘調査の結果、桃生城域は東西二郭構造から構成されるとの見解が出された。2001年（平成13年）から始まった三陸自動車道建設に伴う発掘調査では、角山遺跡の丘陵尾根に沿って柵列跡が検出され、この柵列は調査範囲を超えて延びており、桃生城の一番外側の外郭線の一部であったと考えられている。また、細谷B遺跡第2号住居の暗渠には桃生城の瓦が用いられており、同城との直接的な関連が窺われた。これらは小野寺が提唱した太田・飯野全域に及ぶ「広域桃生城説」を裏付ける証左のひとつと考えられる。桃生城の隣接地の調査では、桃生城とされた範囲の東側から土塁（SX03）や大溝（SD02・04・05）が確認され、同城の規模と構造・変遷については今後の課題とされた。桃生城の東に接する新田東遺跡からは、掘立柱建物跡や竪穴建物跡が発見され、これらの中には焼失遺構が含まれていることや、764年（天平宝字8年）に反乱を起こして戦死した藤原仲麻呂（恵美押勝）・藤原朝狩らの菩提を弔うために称徳天皇が発願した百万塔を模して作った「三重小塔」が出土していること、遺跡の東縁辺には二重の土塁状の高まりが認められることから、桃生城の東郭ないしは一部を構成すると考える説が有力となっている。

## アクセス
- 三陸沿岸道路
  - 桃生豊里ICから車で約10分（平常時）